# Kambarka
Kambarka (udmurtsky i rusky Камбарка) je město v Udmurtské republice v Ruské federaci. Při sčítání lidu v roce 2010 měla přes jedenáct tisíc obyvatel.

## Poloha a doprava
Kambarka leží několik kilometrů východně od levého břehu Kamy, přítoku Volhy. Od Iževsku, hlavního města Udmurtské republiky, je vzdálena přibližně devadesát kilometrů jihovýchodně.
Přes Kambarku vede železniční trať z Kazaně do Jekatěrinburgu.

## Dějiny
Kambarka vznikla v letech 1761–1767 v souvislosti s výstavbou železárenských hutí. Městem je od roku 1945.